# Giovanni Maria Ciocchi
Pour les articles homonymes, voir Ciocchi.
Giovanni Maria Ciocchi, né le 23 mars 1658 à Florence et mort en 1725, est un peintre italien.

## Biographie
Giovanni Maria, né le 23 mars 1658 à Florence, est le deuxième fils de Clemente. 
Élève favori de Pier Dandini, il passe une longue période à étudier de vieux maîtres à Bologne et Modène, et se fait connaître comme portraitiste. Il peint également des fresques et est écrivain et musicien.
Il meurt en 1725,.